# Trzy koziołki
Trzy koziołki (norweski: De tre bukkene Bruse som skulle gå til seters og gjøre seg fete) – norweska baśń, która została spisana przez Petera Christena Asbjørnsena i Jørgena Moe’a i opublikowana w zbiorze pod tytułem Norske Folkeeventyr w 1841 roku. Według klasyfikacji Aarne-Thompsona baśń jest typem 122E.

## Fabuła
Baśń opowiada o trzech koziołkach, zazwyczaj opisywanych jako bracia, choć czasem przyjmuje się, że to dziecko, ojciec i dziadek. Ponieważ zabrakło trawy na pastwiskach w pobliżu ich domu, koźlątka zdecydowały się przejść przez rzekę. By to zrobić, muszą przejść most, pod którym żyje budzący grozę troll, zjadający każdego, kto chce przekroczyć rzekę. Najpierw most przekracza najmłodszy koziołek i natychmiast zostaje przez trolla zatrzymany. Mały przekonuje go, by zaczekał na większego koziołka, bo ten jest grubszy i smakowitszy. Troll zgadza się i pozwala najmłodszemu przejść. Sytuacja powtarza się ze środkowym koziołkiem, któremu również udaje się w ten sam sposób przekonać trolla. Największy koziołek przechodząc przez most również zostaje zatrzymany, ale jest na tyle duży, że z łatwością spycha trolla z mostu do rzeki i spokojnie przechodzi na drugą stronę. W ten sposób trzy koźlątka były w stanie przejść most na lepsze pastwiska i żyły długo i szczęśliwie. Trolla już nigdy więcej nie widziano.
Inną, alternatywną wersję tej baśni spisał Karl Haupt, niemiecki folklorysta. Tam głównym antagonistą koziołków był wilk.

## Adaptacje i nawiązania
- jedna z wersji tej historii, opracowana i odgrywana przez Franka Luthera była nadawana przez radio BBC w programie Children’s Favourites w latach 50. oraz początku 60. XX wieku[2];

- na podstawie tej baśni Gwen Edwards napisała musical, który pierwotnie był grywany w Barter Theatre w Abingdon. Został nazwany Billy, Goat, Gruff: The Musical[3];

- w 2008 roku BBC stworzyło współczesną adaptację baśni przedstawioną w programie Fairy Tales pod tytułem Billy Goat. Troll w tej historii jest przedstawiony jako niewinna ofiara[4];

- w antologii Snow White, Blood Red, w której baśnie opowiedziane są na nowo w wersji dla osób dorosłych, znajduje się opowieść napisana przez Neila Gaimana. W tej wersji, zatytułowanej Troll Bridge, troll zagradza drogę chłopcu, który chce przejść przez most, i oznajmia, że go zje. Chłopiec w końcu przekonuje trolla, by zaczekał i dał chłopcu trochę pożyć zanim ten powróci na most. Koziołki reprezentuje więc protagonista – dziecko, które odwiedza później most dwukrotnie – jako nastolatek i człowiek w średnim wieku;

- w norweskim filmie Trolljegeren główny bohater ma zamiar schwytać trolla, umieszczając na moście na przynętę trzy koziołki;

- nawiązanie pojawia się również w 19. 1. serii serialu Grimm; na początku odcinka pojawia się również cytat z baśni;

- wiele odniesień do baśni znajduje się w książkach takich, jak Potworny regiment Terry’ego Pratchett'a oraz To Stephena Kinga;

- trzy koziołki pojawiają się w Small Favor – dziesiątym tomie cyklu Akt Dresdena, napisanym przez Jima Butchera;

- motyw tej baśni pojawia się również podczas pierwszej części gry King’s Quest. Troll pilnuje mostu, przez który musi przejść Graham. Rozwiązaniem problemu jest wysłanie na most kozła na przynętę. Kozioł, gdy tylko zobaczy trolla, bodzie go rogami i spycha go do rzeki;

- motyw pojawia się również w grze Simon the Sorcerer;

- baśń była też inspiracją do powieści The Adventures of the Billy Goats Gruff napisaną przez Kevina P. Futersa. Historia dzieje się w VII wieku; koźlątka mają na imię Edgar, Bert i Frith;

- nawiązanie pojawia się w grze Skyrim; postać kontrolowana przez gracza jest w stanie zobaczyć trzy koziołki uciekające z mostu, pod którym leży martwy troll;

- nieco inną wersję baśni przedstawia Patricia Rae Wolff w swojej książce pod tytułem The Toll-Bridge Troll. Występuje w niej dziki troll, który napotyka sprytnego chłopca, zadającego mu zagadki w zamian za pozwolenie na przejście mostu.

- motyw pojawia się również w grze The Wolf Among Us, w której występują dwie siostry trolle. Jedna z nich jest właścicielką baru „Trip Trap” (nawiązanie do angielskiego tekstu baśni, w której występuje onomatopeja trip, trap, gdy jeden z koziołków przechodzi przez most). Na szyldzie baru widoczne są trzy kozy na moście, a pod nimi troll.